# Pseudanos
Genre
Pseudanos est un genre de poissons d'eau douce de la famille des Anostomidae (ordre des Characiformes).

## Répartition
Les espèces du genre Pseudanos se rencontrent en Amérique du Sud.

## Liste des espèces
Selon World Register of Marine Species (19 janvier 2024) :
- Pseudanos gracilis (Kner, 1858)
- Pseudanos irinae Winterbottom, 1980
- Pseudanos trimaculatus (Kner, 1858)
- Pseudanos varii Birindelli, Lima & Britski, 2012
- Pseudanos winterbottomi Sidlauskas & Santos, 2005

## Classification
Le nom valide complet (avec auteur) de ce taxon est Pseudanos Winterbottom (d), 1980,.

## Étymologie
Le nom générique, Pseudanos, composé du grec ancien ψευδής, pseudếs, « faux », et de anos, les quatre premiers caractères du genre Anostomus, fait référence à l'apparence très similaire de ces deux genres.

## Publication originale
- (en) Richard Winterbottom, « Systematics, osteology and the phylogenetic relationships of fishes of the Ostariophysan subfamily Anostominae (Characoidei, Anostominae) », Royal Ontario Museum, Life Sciences Contributions, Toronto, Musée royal de l'Ontario, vol. 123,‎ 1980, p. 1-112 (ISSN 0384-8159, DOI 10.5962/BHL.TITLE.52085, lire en ligne).